# 停電少女と羽蟲のオーケストラ
停電少女と羽蟲のオーケストラ（ていでんしょうじょとはねむしのオーケストラ）は、CDレーベル「IM（アイム）」作品のひとつ。2009年7月24日よりドラマCDシリーズが発売されている。
原作・脚本は二宮愛、イラスト・キャラクターデザインは田倉トヲル、音楽はZIZZ STUDIOが担当している。
「IM」は2005年に原作者の二宮愛が立ち上げたインディーズレーベル。アニメイトの限定発売を経て、口コミで広まり、全国販売となる。二宮の拘りがあり大々的な宣伝はせず、宣伝は公式サイトがメインとされていた。2009年「株式会社レノ」の所属レーベルになる。
『月刊Gファンタジー』（スクウェア・エニックス）2010年8月号からコミカライズ連載された。
2018年5月27日 本編全7巻（計11枚）再版と新規録り下ろし1枚の計12枚のドラマCDを収録した「停電少女と羽蟲のオーケストラ 愛蔵盤」の一般発売が決定した事が発表された。

## 物語
人間が瞳から光（=視力）を失った世界。人間は光を灯す存在「蛍」と出会い、支えあうように生きていく。

### 用語
「蛍（ほたる）」
契約を交わすことで、人間の瞳に光を与えることができる種族。本来の寿命はひと夏と短く、契約した人間の寿命を吸うことで生き永らえることが出来る。身体能力は人間より高く、特殊な気配を纏うが、見た目は人間と変わらず見分けるのは困難とされる。
「揚羽（あげは）」
蛍と契約し、瞳に光を宿した人間の総称。視力を得て「自由を掴んだ蝶々」に由来。蛍に寿命を吸われるため、契約後は約20年で命が尽きる。
「蜉蝣（かげろう）」
蛍と契約していない盲目の人間の総称。「弱々しく、闇に解けゆく儚い羽蟲」に由来。
「紡詩（つむぎうた）」
蛍が人間と契約を交わす際に紡ぐ詩。五七五七七のリズムで、一部に蛍自身の名が含まれている。
「義眼（ぎがん）」
蛍と契約をしなくても（=寿命を吸われなくても）、視力を少し回復させることができる。別名、「硝子玉」。
「珠（ぎょく）」
蛍の心臓のこと。
「停電（ていでん）」
蛍の「心の病気」とされている。停電した蛍は、人間に光を与えることができなくなり、ただ寿命だけを吸い続けることになる。
「骸蛍（むくろぼたる）」
人間の心臓を喰らうという禁忌を犯し、蛍としての本質を失った存在。骸となり、気配も失う。契約した人間から光と寿命を吸い尽くす。

## 登場人物

### メインキャラクター
灰羽（はいばね）
声 - 櫻井孝宏
盲目の青年。抜刀術を使う。ネムと共に生きようと決めており、停電したネムの治療費を稼ぐため、灯屋に居候し運び屋として働いている。極度の方向音痴。
ネム
声 - 竹内順子
灰羽の蛍だが、停電中のため光を与えることができない。捨て子だった灰羽を育ててきた母親的存在であるが、灰羽の方が保護者としてネムを世話しているようにしか見えない。
漆黒（しっこく）
声 - 平田広明
義眼専門の医者。ネムを救おうとする灰羽に興味を持ち、運び屋として雇う。
柩（ひつぎ）
声 - 寺島拓篤
漆黒の蛍。漆黒を「お父様」と呼び慕う。感情をあまり表に出さないタイプ。灯屋の家事担当。
橘（たちばな）
声 - 下野紘
漆黒の蛍。漆黒を「お父様」と呼び慕う。人間嫌いで喧嘩っ早く、いつも灰羽に喧嘩を売っては返り討ちにあっている。

### ゲストキャラクター

#### 第一楽章
銀影（ぎんえい）
声 - 子安武人

#### 第二楽章
桎（あしかせ）
声 - 関俊彦
夜白（やしろ）
声 - ゆかな

#### 第三・四楽章
李朱（りしゅ）
声 - 丹下桜

#### 第三楽章
橙馬（とうま）
声 - 山口勝平
鎖紺（さこん）
声 - 藤原啓治

#### 第四楽章
紫音（しおん）
声 - 三石琴乃
弥緑（みろく）
声 - 中田譲治
梔（くちなし）
声 - 加瀬康之
栝（びゃくしん）
声 - 阿部敦

#### 旋律、零。
緋影（ひかげ）
声 - 高乃麗
櫺（れんじ）
声 - 関智一
紅楽（くらく）
声 - 矢尾一樹

#### 第五楽章
一片（ひとひら）
声 - 沢城みゆき
青明（せいめい）
声 - 三木眞一郎

#### 真夏ノ雪虫
雪虫（ゆきむし）
声 - 岩田光央

#### 最終楽章
世界樹（せかいじゅ）
声 - 田中敦子

#### 陽継ノ章
久錆（くさび）
声 - 石田彰
斬鉄（ざんてつ）
声 - 保村真
金糸雀（かなりあ）
声 - 伊瀬茉莉也

#### 絶華ノ章
メリー
声 - 大谷育江
黄々（きき）
声 - 平田真菜

#### 停電刀匣
水虎（灰羽の刀）
声 - 川田妙子
雷神丸（橘の野太刀）
声 - 塩屋浩三
不知火（柩の???）
声 - 久川綾

#### 深淵からの招待状
ツチクレ
声 - 草尾毅
ツクシ
声 - 佐藤聡美
トモエ
声 - 氷上恭子
ドロロ
声 - 西村ちなみ

## WEBラジオ
公式サイト内にて配信中。原作の二宮愛がプロデューサー・構成作家を務めている。
また、携帯向けの出張版「本日ノ柩行キ」がポケット★ドラマCD、声優アニメイトにて配信されている。

### 停電ラジヲ
概要
- 配信期間：2009年9月7日 - 2010年8月23日（全26回）
- 配信日：隔週月曜日
- パーソナリティ：平田広明（漆黒役）、寺島拓篤（柩役）

コーナー
- 電子紡詩
- 緋影流 一刀両断！
- 俺とお前のオーケストラ
- 停電折り紙教室（〜15回）
- 停電粘土教室（16回）
- 停電双六（17回〜）

ゲスト
基本的にレギュラー陣（下野紘、櫻井孝宏、竹内順子）の持ち回りとなっている。
- 第1・2回 - 下野紘（橘役）
- 第3・4回 - 櫻井孝宏（灰羽役）
- 第5・6・7回 - 竹内順子（ネム役）
- 第8・9回 - 下野紘（橘役）

第9回は寺島拓篤がゲストとなり下野紘がパーソナリティを担当
- 第10・11回 - 櫻井孝宏（灰羽役）
- 第12・13・14回 - 竹内順子（ネム役）
- 第15・16回 - 山口勝平（橙馬役）
- 第17回 - 竹内順子（ネム役）
- 第18回 - 下野紘（橘役）
- 第20回 - 竹内順子（ネム役）
- 第21回 - 丹下桜（李朱役）
- 第22回 - 櫻井孝宏（灰羽役）
- 第23回 - 加瀬康之（梔役）
- 第24回 - 櫻井孝宏（灰羽役）
- 第25回 - 丹下桜（李朱役）・下野紘（橘役）
- 第26回 - 竹内順子（ネム役）

### 停電ラジヲ戒
概要
- 配信期間：2010年10月11日 - 2012年4月2日（全37回）
- 配信日：隔週月曜日
- パーソナリティ：竹内順子（ネム役）、寺島拓篤（柩役）

コーナー
- 電子紡詩・戒
- 停電少女と虫喰い劇場
- 愛ちゃん先生の「だってあたしがこれしたいんだもん！」

ゲスト
- 第2回 - 高乃麗（緋影役）
- 第3回 - 矢尾一樹（紅楽役）
- 第5回 - 森久保祥太郎（「Are you Alice?」白ウサギ役）
- 第6・7回 - 下野紘（橘役）
- 第10回 - 丹下桜（李朱役）
- 第11回 - 櫻井孝宏（灰羽役）公開録音回
- 第17回 - 井上喜久子（藍迦役）
- 第18回 - 丹下桜（李朱役）
- 第19回 - 岩田光央（雪虫役）
- 第21回 - 櫻井孝宏（灰羽役）
- 第23回 - 櫻井孝宏（灰羽役）
- 第27回 - 下野紘（橘役）
- 第29回 - 丹下桜（李朱役）
- 第32回 - 下野紘（橘役）
- 第37回 - 平田広明（漆黒役）

## 関連商品

### ドラマCD本編
※主題「停電少女と羽蟲のオーケストラ」は略して列記している。
- 第一楽章：蛍（2009年7月24日）
- 第二楽章：宴（2009年11月27日）
- 第三楽章：命（2010年3月30日）
- 第四楽章：棺（2010年6月25日）
- 旋律、零。（2010年10月29日）
- 第五楽章：涙（2010年12月17日）
- 最終楽章：光（2011年8月31日）
- ナナツハナ全集（全巻セット）（2011年8月31日）
- 愛蔵盤（全巻セット+新作）（2018年10月24日）
- 連花盤 <詩>（2022年4月2日、蛍・宴・命・旋律、零。の内容と、一部の音楽CDの収録のミニドラマを収録）
- 連花盤 <愁>（2022年5月27日、棺・涙・命の内容と、一部のワンコインCDや音楽CDの収録のミニドラマを収録）

### ドラマCD番外編
※主題「停電少女と羽蟲のオーケストラ」は略して列記している。
- 真夏ノ雪虫（2011年3月18日）
- 名無し指の約束 / 返り咲け ナナツハナ（2018年11月10日、新作キャラクターソングおよびBGMCD付き）
- 十五夜蚕録（2024年8月30日）

### ドラマCD続編
- ナナツハナ 前篇（2019年8月7日）
- ナナツハナ 中篇（2020年10月30日）
- ナナツハナ 名も無き夏の花達へ（2025年1月31日）[1]

### スピンオフCD
※劇場版以外は主題「停電少女と羽蟲のオーケストラ」は略して列記している。
- 陽継ノ章（2012年4月20日）
- 絶華ノ章（2013年3月 5日）
- 停電刀匣（2013年8月26日）
- 劇場版 停電少女と羽蟲のオーケストラ 深淵からの招待状（2013年9月20日）
- 郷花盤（2022年4月2日、陽継ノ章・絶華ノ章と、ミニドラマCDの虫喰和歌集：紡蟻・紅娘の他、GOGO!! スーパー花鶏マン(新)・(終)を収録）

### クロスオーバーCD
- IMの100まいめ。（2014年5月16日）

### ワンコインCD
※主題「停電少女と羽蟲のオーケストラ」は略して列記している。

※現在は制作中止
- 虫喰和歌集：蜜蜂（2009年8月13日）
- 虫喰和歌集：蟷螂（2009年10月30日）
- 虫喰和歌集：蝸牛（2010年10月29日）
- 未ダ見ヌ母ヘ（2011年6月10日）
- 番頭茶屋計画（2011年6月26日）

### ミニドラマCD
※主題「停電少女と羽蟲のオーケストラ」は略して列記している。

※「虫喰和歌集 蜜蜂 其之弐」・「夏蝶風月」シリーズ以外は、本編CDやゲームの購入特典として、主にIM公式通販サイトで配布された数量限定の非売品。
- 灯屋小噺 其之壱：火車
- 灯屋小噺 其之弐：座敷童子
- 灯屋小噺 其之参：人魚
- 停電皐月晴レ
- 一生懸命、蛍を数えてるだけの円盤。
- 寺子屋小噺 其之壱：柩
- 寺子屋小噺 其之弐：橘
- 寺子屋小噺 其之参：ネム
- 真剣に「停電少女と羽蟲のオーケストラ」の乙女ゲーム化計画について悩んでいるだけの、円盤。
- 7つのいろは珠を集めて願いを叶えるだけの、円盤。
- 真面目に「劇場版 停電少女と羽蟲のオーケストラ」について考えているだけの、円盤。
- 停電した世界の中心で電波を飛ばしているだけの、円盤。
- 虫喰和歌集：紡蟻
- 虫喰和歌集：紅娘
- 雨二唄エバ
- 虫喰和歌集 蜜蜂 / 蜜蜂 其之弐（2018年8月19日、ワンコインCD「虫喰和歌集：蜜蜂」の再録と続編）
- 夏蝶風月 壱（2024年10月25日、灯屋小噺シリーズ・停電皐月晴レと、スピンオフCDの停電刀匣や、他の購入特典収録の内容を収録）
- 夏蝶風月 弐（2024年10月25日、「だけの、円盤。」シリーズ・寺子屋小噺シリーズと、ワンコインCDの虫喰和歌集：蟷螂・蝸牛、ドラマCD番外編の真夏ノ雪虫の内容を収録）

### 音楽CD
- 一輪花（「停電ラジヲ」オープニングテーマ）（2010年1月9日）

歌 - 柩（寺島拓篤）、橘（下野紘）
- 蛍月夜（本編主題歌）（2010年3月30日）

歌 - ネム（竹内順子）
- 閃紅（「停電ラジヲ」オープニングテーマ）（2010年8月13日）

歌 - 柩（寺島拓篤）
- 眠リノ森（本編エンディングテーマ）/ ちっくんほたる。（2010年11月26日）

歌 - ネム（竹内順子）
- BOBONと蛍火BONDANCE（「停電夏祭り」使用曲）（2011年7月29日）

歌 - ネム（竹内順子）
- 恋スル蛍はいろは珠（Windows専用ソフト「停電いろは珠」主題歌）（2012年1月27日）

歌 - ネム（竹内順子）
- LIVE CD ZIGZAG3 LIVE BANG!!（2012年3月30日）※ライブCD
- 揚華羽（「陽継ノ章」主題歌）（2012年4月6日）

歌 - 柩（寺島拓篤）
- 透明な、恋なんて。（2012年6月1日）

歌 - 李朱（丹下桜）
- 花陽炎（「絶華ノ章」主題歌）（2012年11月11日）

歌- 橘（下野紘）
- 集真愛 / 一輪花 - 散リ逝ク君ヘ。（2013年4月30日）

歌 - 柩（寺島拓篤）
- 歌曲絵巻 花ヤ夏成リ詩、紡詩。（2013年5月17日）
- 花、遺塵歌。 / 橘のひまわり体操（2013年8月7日）

歌- 橘（下野紘）
- 停電少女と羽蟲のオーケストラ 歌曲絵巻 色ヲ巡ル羽、紡詩。（2019年3月25日）

歌 - 柩（寺島拓篤）、橘（下野紘）の楽曲のみ収録。新曲を含む全11曲。
- 停電少女と羽蟲のオーケストラtheme song maxi 蛍時雨／サカサマ子守唄／光の先に（2018年10月24日）

歌- 蛍時雨：いとうかなこ／サカサマ子守唄：ネム（竹内順子）／光の先に：ワタナベカズヒロ

### ラジオCD
- 停電ラジヲ 万葉集 第一首（2010年2月26日）
- 停電ラジヲ 万葉集 第二首（2010年8月18日）
- 停電ラジヲ 万葉集 第三首（2011年3月18日）
- 停電ラジヲ戒 万葉集 来客篇（2013年3月15日）
- 停電ラジヲ戒 万葉集 最後の日常篇（2014年5月23日）
- 停電ラジヲ戒 出張版（2012年「Gファンタジー」1月号付録CD収録）

### ライブCD
- 停電少女と羽蟲のオーケストラ 光の先に、が居た。（2019年3月25日）

### イベントDVD
- 停電夏祭り（2012年1月27日）
- ZIGZAG4（2012年12月21日）※ライブDVD
- 停電少女と羽蟲のオーケストラ ～いざ宵、オルケストラ。～（2014年5月23日）
- IM classic ～ページを捲る音楽会～（複数作品イベント、2018年11月10日、CD付き）

### ゲーム
- Windows専用ソフト「停電いろは珠」（2012年3月16日）
- iOS専用アプリ「停電むすコラ。 完全版」（2014年8月30日）

### 書籍
- 停電報（2009年8月13日）
- 停電報 通（2010年1月16日）
- 停電報 傘・詩（2010年8月27日発売）

漫画（Gファンタジーコミックス（スクウェア・エニックス）、作画 - 白木苺）
- 停電少女と羽蟲のオーケストラ 1巻（2011年1月27日）
- 停電少女と羽蟲のオーケストラ 2巻（2011年7月27日）
- 停電少女と羽蟲のオーケストラ 3巻（2012年4月27日）
- 停電少女と羽蟲のオーケストラ 4巻（2012年12月27日）

小説（一迅社、著 - 諸口正巳、イラスト - 片桐いくみ）
- 停電少女と羽蟲のオーケストラ 行ノ刻（2014年1月25日）
- 停電少女と羽蟲のオーケストラ 路ノ刻（2014年6月25日）
- 停電少女と羽蟲のオーケストラ 羽ノ刻（2016年6月15日）
  - 第3巻については、諸口が2014年3月31日に原稿を送り[3]、付属の品のドラマCDは2014年中に納品済みであるにもかかわらず[4]、長期間、未刊行のままであった。一迅社側からは、2016年2月4日になって謝罪文が公式サイトに掲載され[5]、その後発売された[6]。

絵本（ムービック、文 - 二宮愛、イラスト - teracco）
- 停電少女と羽蟲のオーケストラ 音戯想詩 灰羽篇（2020年1月24日、櫻井孝宏による朗読・音楽入りCD付き）